# Капија Карла VI (Београд)
Капија Карла VI (погрешно називана Капија принца Еугена и Славолук принца Еугена Савојског) је капија на североисточном бедему Доњег града Београдске тврђаве, подигнута по пројекту Балтазара Нојмана између 1718. и 1720. године за време аустријске владавине Београдом и посвећена је цару Светог римског царства, краљу Угарске, краљу Чешке и аустријском надвојводи Карлу VI из династије Хабзбург.

## Назив
Изворно, капија носи име по цару Карлу VI, али је по уласку српске војске у град 1867. године погрешно називана и Капија принца Еугена или Славолук принца Еугена Савојског.

## Историја
Фасада капије је израђена према пројекту немачког барокног архитекте и војног инжењера Балтазара Нојмана и представља једино изворно сачувано дело барока на просторима јужно од Саве и Дунава.
На спољној страни капије, налази се монограм цара Карла VI, а некада је постојао и натпис „Карло VI, римски цар, август, поборник праве вере против хришћанских непријатеља, подигао је ова врата, величанствено дело, после освајања славног града Београда.” У време изградње, пред капијом се налазио уски продужени залив као део старог пристаништа. На унутрашњој страни, очуван је портал - грб Краљевине Србије под владавином Хабзбурга, који представља црну вепрову главу рањену по косини, стрелом на сребреном пољу. Изнад грба се налази круна Хабзбурга, што симболизује њихов суверенитет над Србијом као крунском земљом Хабзбуршке монархије.
Када су Турци поново заузели Београд 1739. године, порушена је већина барокних здања у граду. Међу малобројним делима аустријских пројектаната, остала је и ова капија.
По повлачењу турског гарнизона и преузимању Београдске тврђаве од стране српске војске 1867. године, капија је погрешно називана Славолук принца Еугена Савојског, потом и Капија принца Еугена, под погрешном претпоставком да је била посвећена аустријском кнезу који је предводио опсаду Београда 1717. године. Прва позната фотографија капије је настала 1876. године са унутрашње стране.
Уследила су рушења средњовековних бедема, тако да капија сада личи на засебни објекат, иако је изворно била део целине.
Капија је темељно обновљена током немачке окупације Београда 1942. и 1943. године, будући да је планирана изградња Меморијалног парка принца Еугена на простору Доњег града. Капија је знатно страдала у савезничком бомбардовању на Васкрс 1944. године и у таквом стању је остала до половине 60-их година.